# Port de Tarragone
Le port de Tarragone est un port de pêche, commercial, de passagers et de plaisance de la ville de Tarragone, Espagne.
Il est un des ports maritimes les plus importants de la côte méditerranéenne. Une grande part de son activité est liée avec le transport industriel ou de marchandises, mais il est aussi un port de pêche, de plaisance et de transport de passagers. Le port est la destination d'un embranchement de la ligne de chemin de fer que parcourt le corridor méditerranéen, et il constitue l'un des principaux noyaux de cet axe économique.
Il est un élément clef pour l'industrie chimique de la zone du Camp de Tarragone, puisque le port compte une plate-forme spécifique pour les bateaux chargés de pétrole et ses dérivés. Le port est par ailleurs un élément clef dans la distribution des produits que nécessite ou génère l'industrie chimique de la province de Tarragone.

## Galerie

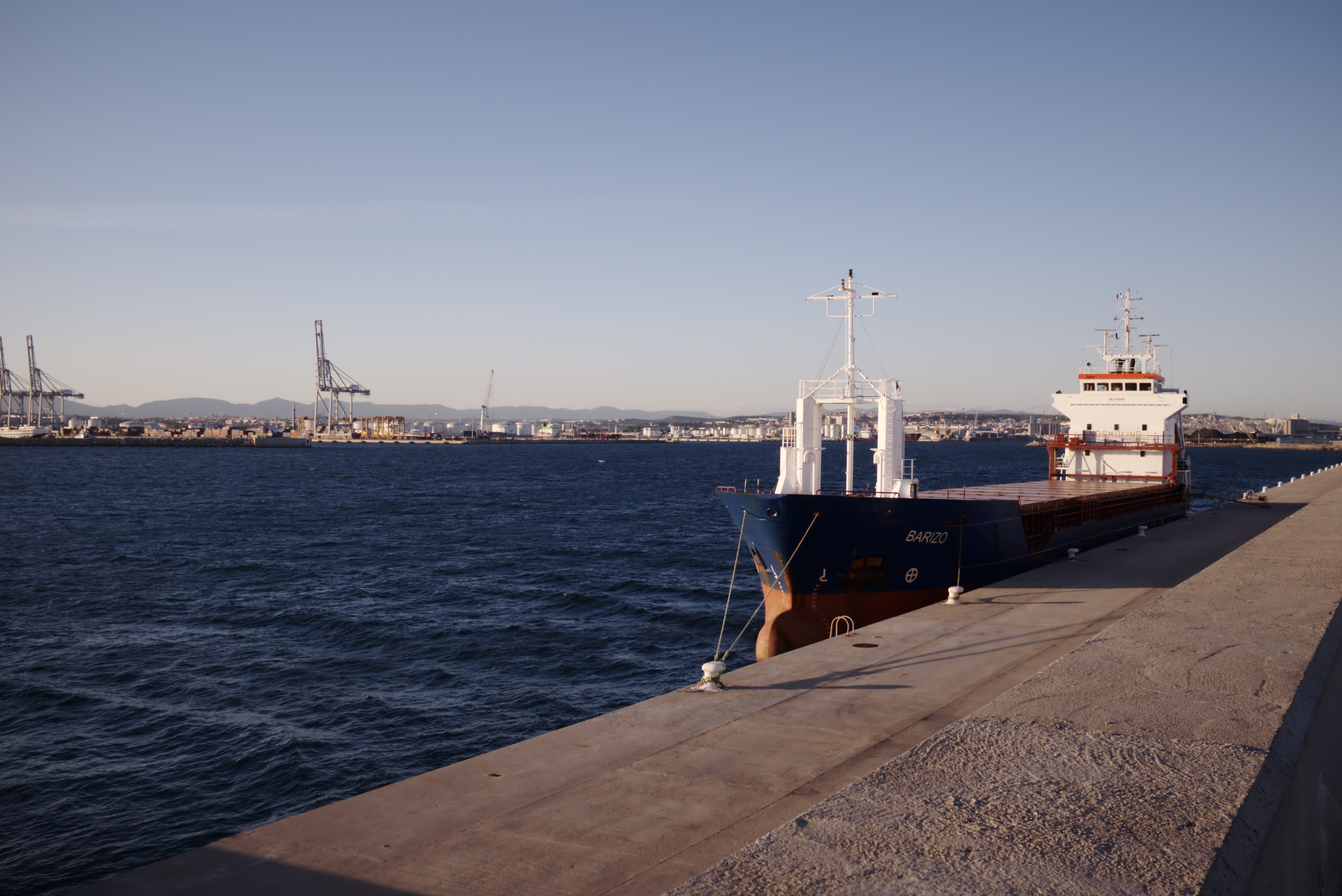
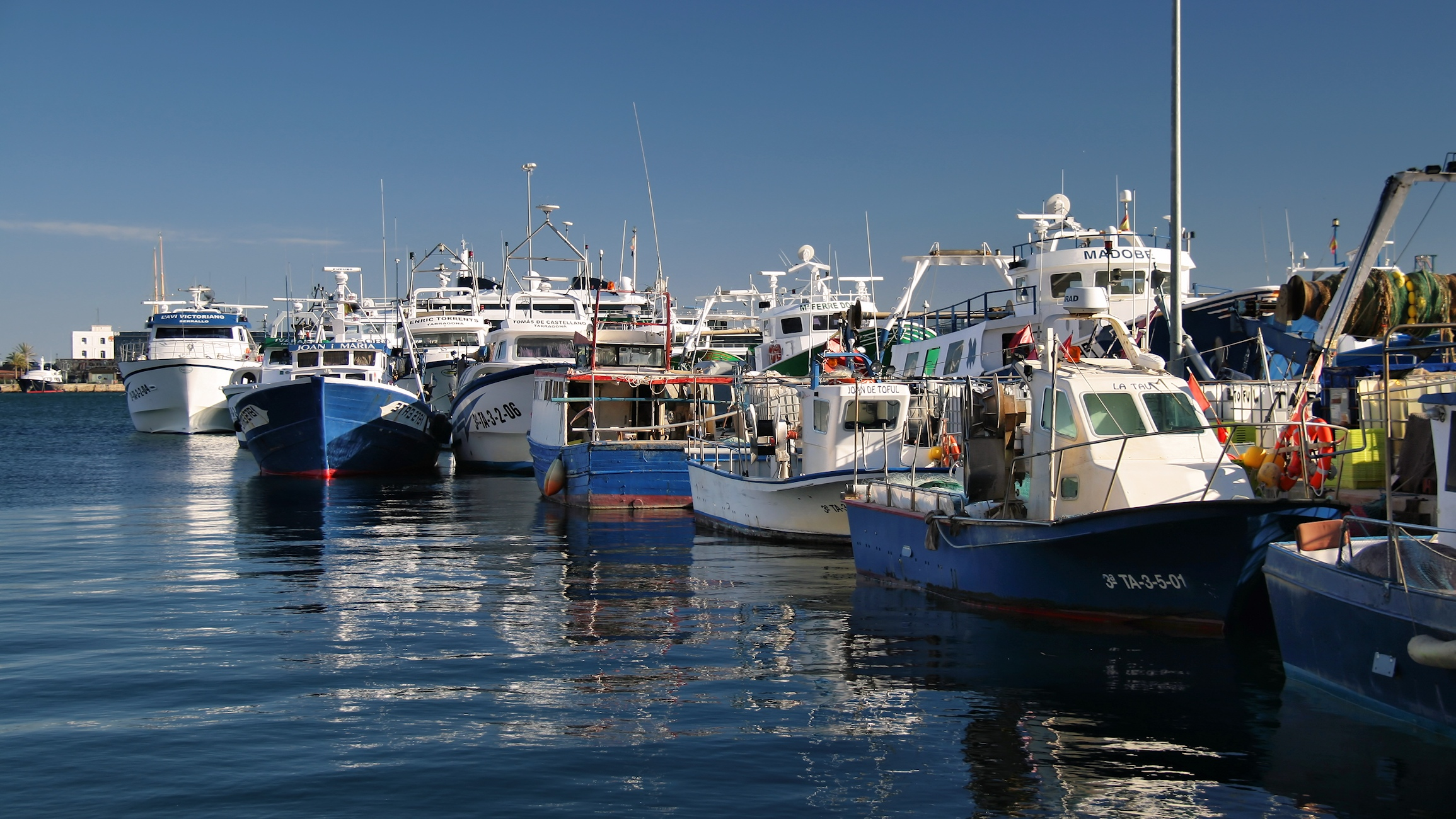
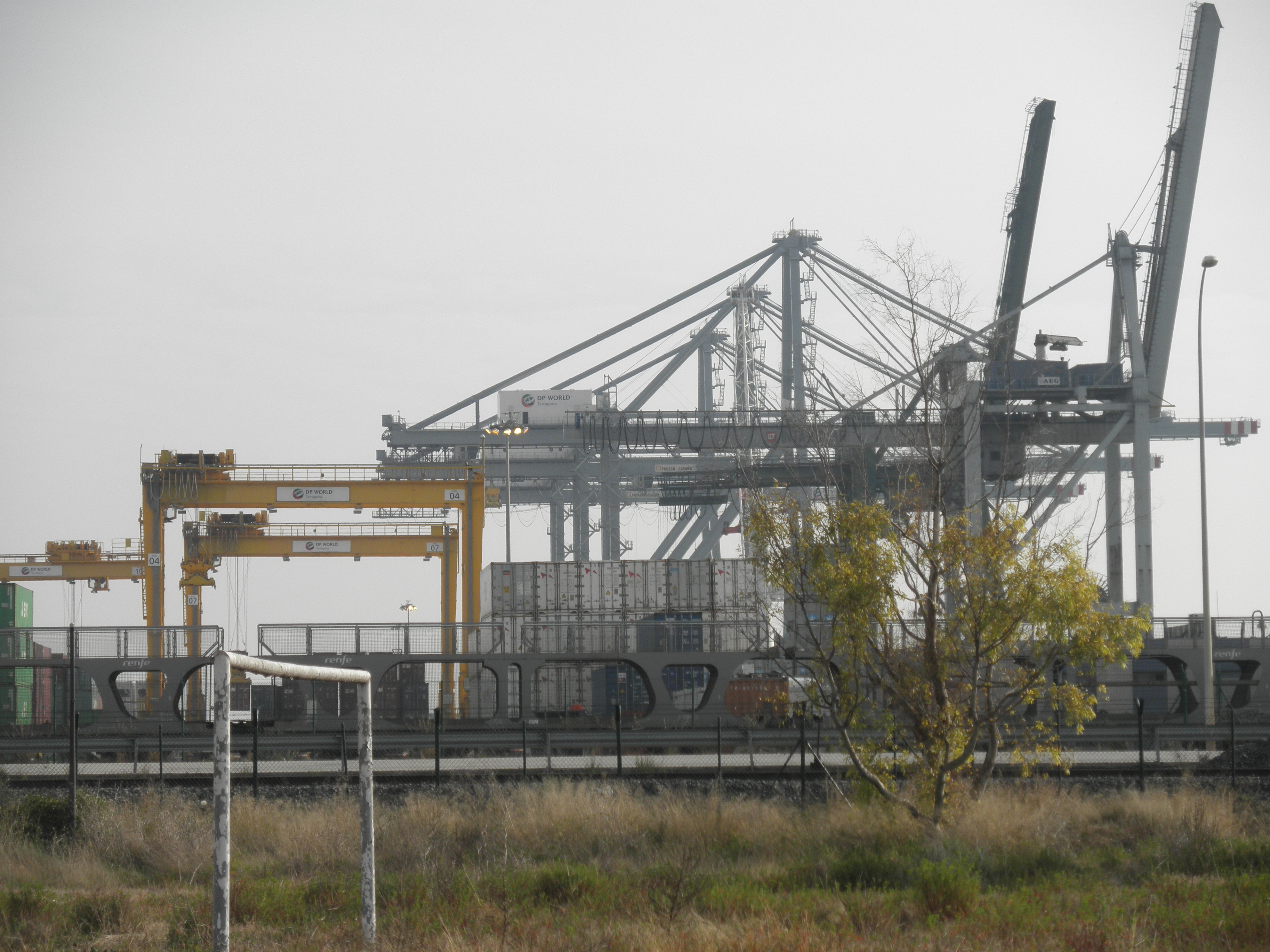